# Mycterus gracilicornis
Mycterus gracilicornis es una especie de coleóptero de la familia Mycteridae.

## Distribución geográfica
Habita en Sudáfrica.